# Dofus

Logotip de Dofus

Dofus és un Videojoc de rol massiu en línia en Adobe Flash desenvolupat per Ankama Games. El joc es pot jugar gratuïtament, però amb algunes limitacions. Per poder gaudir del joc en la seva plenitud cal pagar.
El joc ens situa en un món anomenat Amakna (Ankama al revés), on els jugadors es creen els seus propis personatges. Existeixen diverses classes de personatges que determinen els poders de què disposarà el personatge i les característiques físiques d'aquest. A més, els personatges poden formar clans (guilds), cosa que els permet un contacte més directe entre ells. Els combats es duen a terme per torns. En cada torn el personatge pot avançar 3 caselles i fer servir 6 o més punts d'acció (o si es compren un set [trage] els dona més punts de moviment, i d'acció), que els permeten formular encanteris. Aquests punts d'acció i moviment poden augmentar-se en portar posats diferents equipaments. El 2008, el joc tenia 10 milions de jugadors al món i és especialment conegut a França.